# Police in a Pod
Police in a Pod (ハコヅメ～交番女子の逆襲～, Hakodzume ~ kōban joshi no gyakushū ~, litt. « Hakozume ~Contre-attaque des filles du poste de police~ ») est un manga écrit et dessiné par Miko Yasu. Il est prépublié dans le magazine Morning de Kōdansha entre novembre 2017 et juin 2022 et comporte 23 tomes.
Une adaptation en drama japonais est diffusée sur Nippon TV entre juillet et septembre 2021, et une autre en série d'animation produite par le studio Madhouse est diffusée entre janvier et mars 2022.
Police in a Pod remporte le 66e Prix Shōgakukan dans la catégorie générale en 2021 et le 46e Prix du manga Kōdansha dans la même catégorie en 2022.

## Synopsis
Mai Kawai est une jeune officière de police, n'ayant atterri à ce poste que par désir d'avoir un revenu stable. Insatisfaite de l'évolution de sa carrière, elle prend la décision de remettre sa démission. Toutefois, le jour où elle prévoyait de remettre sa démission, elle fait la rencontre de Seiko Fuji, la nouvelle directrice de sa station. Le dévouement de cette dernière à son travail devient une source d'inspiration pour Kawai, qui décide de retarder sa démission. La série suit les deux femmes, ainsi que d'autres membres du personnel de police, qui résolvent les crimes.

## Personnages
Mai Kawai (川合 麻依, Kawai Mai)
Voix japonaise : Shion Wakayama
Jouée par : Mei Nagano
Kawai est une jeune diplômée de l'académie de police. Elle rejoint la police de la préfecture d'Okajima afin d'obtenir un revenu stable, contrairement à son père qui souffrait de la corruption dans son entreprise. Toutefois, elle se lasse rapidement des remarques reçues pour son travail. C'est au moment de remettre sa démission qu'elle fait la rencontre de Fuji, la nouvelle instructrice qui lui est assignée.
Seiko Fuji (藤 聖子, Fuji Seiko)
Voix japonaise : Yui Ishikawa
Jouée par : Erika Toda
Seiji Minamoto (源 誠二, Minamoto Seiji)
Voix japonaise : Ryōta Suzuki
Joué par : Shohei Miura
Takeshi Yamada (山田 武志, Yamada Takeshi)
Voix japonaise : Shimba Tsuchiya
Joué par : Yuki Yamada
Miwa Makitaka (牧高 美和, Makitaka Miwa)
Voix japonaise : Kana Hanazawa
Jouée par : Nanase Nishino
Adjoint (副署長, Fuku shochō)
Voix japonaise : Kendo Kobayashi
Tamotsu Hōjō (北条 保, Hōjō Tamotsu)
Voix japonaise : Rikiya Koyama
Joué par : Yūsuke Hirayama

## Manga
Écrit et illustré par Miko Yasu (ja), Police in a Pod est sérialisé dans le magazine Morning de Kōdansha depuis le 22 novembre 2017. En mai 2022, Yasu annonce que la série terminera sa première partie le 16 juin de la même année, après quoi elle entre en pause, tandis que Yasu commence une nouvelle série de mangas. Le premier volume paraît le 23 avril 2018 et le dernier tome est publié le 21 février 2023, comptabilisant 23 volumes.
En France, la série est éditée par Noeve Grafx depuis le 10 juin 2022. Trois tomes ont été publiés à ce jour. 
| no | Japonais          | Japonais          | Français         | Français          |
| no | Date de sortie    | ISBN              | Date de sortie   | ISBN              |
| -- | ----------------- | ----------------- | ---------------- | ----------------- |
| 1  | 23 avril 2018     | 978-4-06-511322-6 | 10 juin 2022     | 978-2-38-316131-8 |
| 2  | 22 juin 2018      | 978-4-06-511692-0 | 6 janvier 2023   | 978-2-38-316222-3 |
| 3  | 23 août 2018      | 978-4-06-512637-0 | 8 septembre 2023 | 978-2-38-316396-1 |
| 4  | 23 octobre 2018   | 978-4-06-513020-9 |                  |                   |
| 5  | 23 janvier 2019   | 978-4-06-514527-2 |                  |                   |
| 6  | 22 mars 2019      | 978-4-06-514963-8 |                  |                   |
| 7  | 23 mai 2019       | 978-4-06-515420-5 |                  |                   |
| 8  | 23 juillet 2019   | 978-4-06-516266-8 |                  |                   |
| 9  | 20 septembre 2019 | 978-4-06-517128-8 |                  |                   |
| 10 | 21 novembre 2019  | 978-4-06-517759-4 |                  |                   |
| 11 | 23 janvier 2020   | 978-4-06-518157-7 |                  |                   |
| 12 | 23 avril 2020     | 978-4-06-518944-3 |                  |                   |
| 13 | 23 juin 2020      | 978-4-06-518966-5 |                  |                   |
| 14 | 23 septembre 2020 | 978-4-06-518967-2 |                  |                   |
| 15 | 20 novembre 2020  | 978-4-06-521759-7 |                  |                   |
| 16 | 23 mars 2021      | 978-4-06-522711-4 |                  |                   |
| 17 | 23 juin 2021      | 978-4-06-523557-7 |                  |                   |
| 18 | 23 août 2021      | 978-4-06-524537-8 |                  |                   |
| 19 | 22 novembre 2021  | 978-4-06-526127-9 |                  |                   |
| 20 | 22 février 2022   | 978-4-06-526751-6 |                  |                   |
| 21 | 22 juin 2022      | 978-4-06-527611-2 |                  |                   |
| 22 | 21 octobre 2022   | 978-4-06-529572-4 |                  |                   |
| 23 | 21 février 2023   | 978-4-06-531164-6 |                  |                   |

## Drama
Une adaptation en drama télévisé japonais de neuf épisodes est diffusée sur Nippon TV,, entre le 7 juillet et le 15 septembre 2021,. Deux épisodes spéciaux sont diffusés respectivement le 4  et le 11 août 2021. RöE interprète le thème d'ouverture YY, tandis que milet interprète le thème de fin Ordinary Days.

## Anime
Une adaptation de l'œuvre en série d'animation est annoncée le 1er août 2021. La série est animée par le studio Madhouse et réalisée par Yuzo Sato, Ryunosuke Kingetsu supervisant les scripts, Kei Tsuchiya concevant les personnages et Nobuaki Nobusawa composant la musique. Elle est diffusée entre le 5 janvier et le 30 mars 2022 sur AT-X et plusieurs autres chaînes de télévision japonaises,. Riko Azuna interprète le thème d'ouverture Shiranakya, tandis que Nonoc interprète le thème de fin Change.
En France, la série est diffusée par Wakanim, ainsi que par Crunchyroll après la fusion des catalogues.

### Liste des épisodes
| No | Titre français                                                | Titre japonais                                                  | Titre japonais                                        | Date de 1re diffusion |
| No | Titre français                                                | Kanji                                                           | Rōmaji                                                | Date de 1re diffusion |
| -- | ------------------------------------------------------------- | --------------------------------------------------------------- | ----------------------------------------------------- | --------------------- |
| 1  | Déballage & Sac de Frappe                                     | ボックス&サンドバック~その1~ / アンボックス&サンドバック~その2~ | Unbox & Sand Back: Sono 1 / Unbox & Sand Back: Sono 2 | 5 janvier 2022        |
| 2  | La chance du débutant & La jungle de la police                | ビギナーズ・ラック / ポリス・ジャングル                         | Beginner's Luck / Police Jungle                       | 12 janvier 2022       |
| 3  | L'as dans la place & Les morts parlent                        | エース登場 / 遺体は語る                                         | Ace Toujou / Itai wa Kataru                           | 19 janvier 2022       |
| 4  | Cher Mr. Chien & L'euphorie                                   | 拝啓お犬様 / ランナーズ・ハイ                                   | Haikei Oinu-sama / Runner's High                      | 26 janvier 2022       |
| 5  | Patrouille de nuit & VS frotteur                              | 深夜のパトロール VS.チカン                                      | Shinya no Patrol / Vs. Chikan                         | 2 février 2022        |
| 6  | La folle mélodie du rendez-vous arrangé & Police téméraire    | 合コン狂騒曲 / 暴走ポリス                                       | Goukon Kyousou Kyoku / Bousou Police                  | 9 février 2022        |
| 7  | Le championnat de filature & Tombeur                          | 尾行選手権 / 人たらし                                           | Bikou Senshuken / Hitotarashi                         | 16 février 2022       |
| 8  | La justice en folie & Muscles sans cervelles                  | 正義の暴走 / 筋肉バカ                                           | Seigi no Bousou / Kinniku Baka                        | 23 février 2022       |
| 9  | Techniques d'arrestation & Ovni                               | 逮捕術                                                          | AFO                                                   | 2 mars 2022           |
| 10 | Carte de police & Traumatisme                                 | 警察手帳 / トラウマ                                             | Keisatsu Techou / Trauma                              | 9 mars 2022           |
| 11 | Cannabis et portrait-robot & La folie du portrait-robot       | 大麻と似顔絵 / 似顔絵狂騒録                                     | Taima to Nigaoe / Nigaoe Kyousou Roku                 | 16 mars 2022          |
| 12 | Mannequin de reconstitution & La brigade criminelle           | 再現人形 / 捜査一課                                             | Saigen Ningyou / Sousa Ikka                           | 23 mars 2022          |
| 13 | La victoire se décide en un instant & Cours, larbin ! Cours ! | 勝負は一瞬 / コマよ走れ                                         | Shoubu wa Isshun / Koma yo Hashire                    | 30 mars 2022          |

## Réception
En août 2021, plus de 2,3 millions d'exemplaires de Police in a Pod sont en circulation.
Le manga est l'une des œuvres recommandées par le jury lors du 22e Japan Media Arts Festival en 2019. Police in a Pod remporte le Mandō Kobayashi Manga Grand Prix 2019, créé par l'humoriste et passionné de manga Kendo Kobayashi. En 2021, avec Dead Dead Demon's Dededededestruction, la série remporte le 66e Prix Shōgakukan dans la catégorie générale,. Le manga est nommé pour le 45e Prix du manga Kōdansha dans la catégorie générale en 2021 et remporte la 46e édition dans la même catégorie en 2022. La série se classe 23e sur la liste 2021 du « Livre de l'année » du magazine Da Vinci.